# Napoleon, Missouri
Napoleon är en ort i Lafayette County i Missouri. Vid 2010 års folkräkning hade Napoleon 222 invånare.